# Į
Į, į (I с огонэком) — буква расширенной латиницы.

## Использование
Используется в литовском, крикском, тлингитском, западно-апачском языках и в мескалеро-чирикауанском апаче, а также в языках чипевиан, гвичин, хан, иньяпари, каска, мескалеро, навахо, тагиш, тутчоне и в эльвдальском диалекте. Также может используется в реконструкциях прагерманского.

### Литовский язык
Į — 14-я буква литовского алфавита. В литовском языке эта буква называется и носовая (лит. i nosinė). Предназначена обозначать назализированный звук там, где раньше исторически находился дифтонг in: например, лит. į mišką – in mišką, į vandenį – vandenin, grįsti – grinsti, įkalnė – inkalnė.